# Mariä Himmelfahrt (Chammünster)

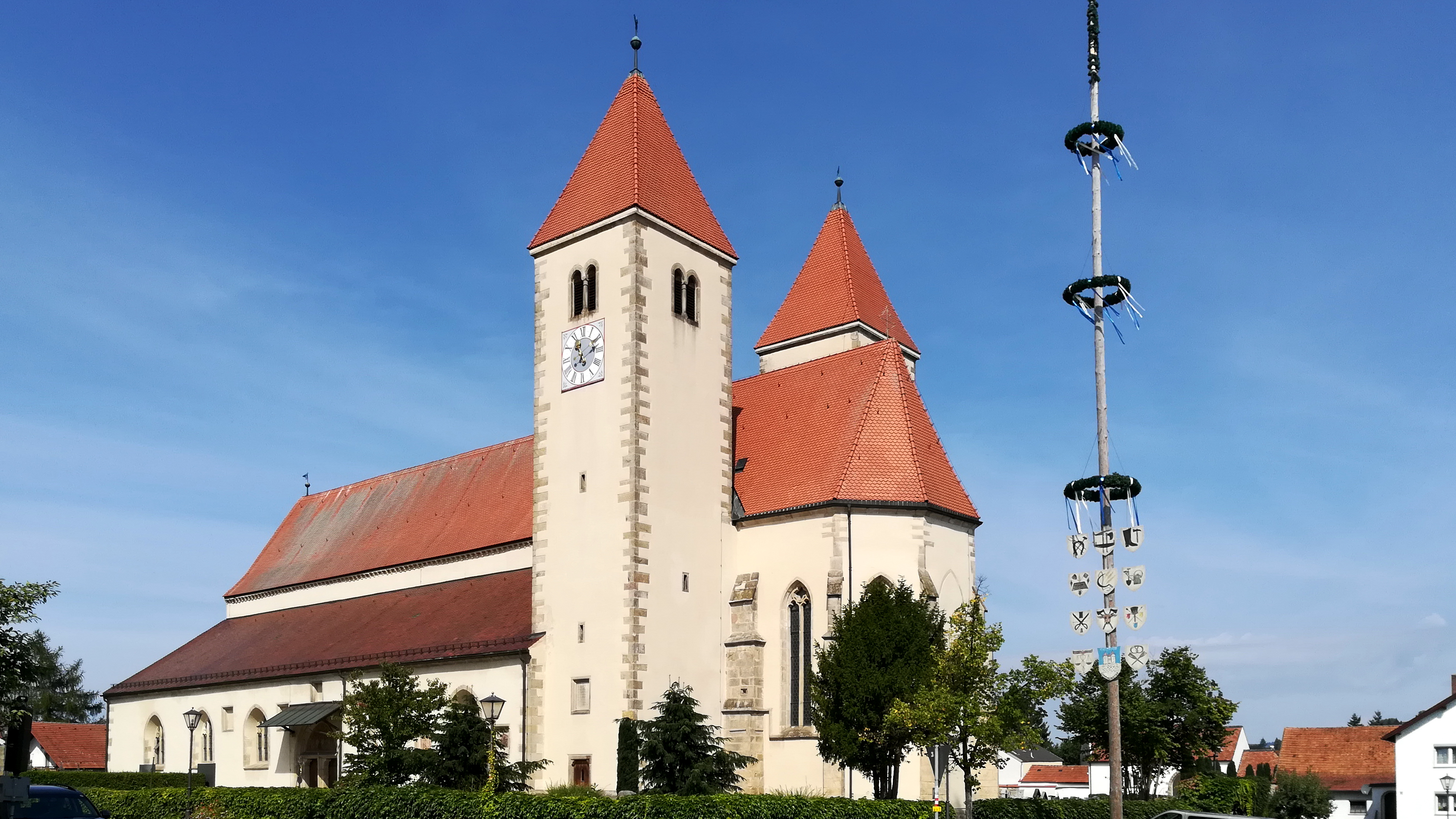
Katholische Pfarrkirche Mariä Himmelfahrt

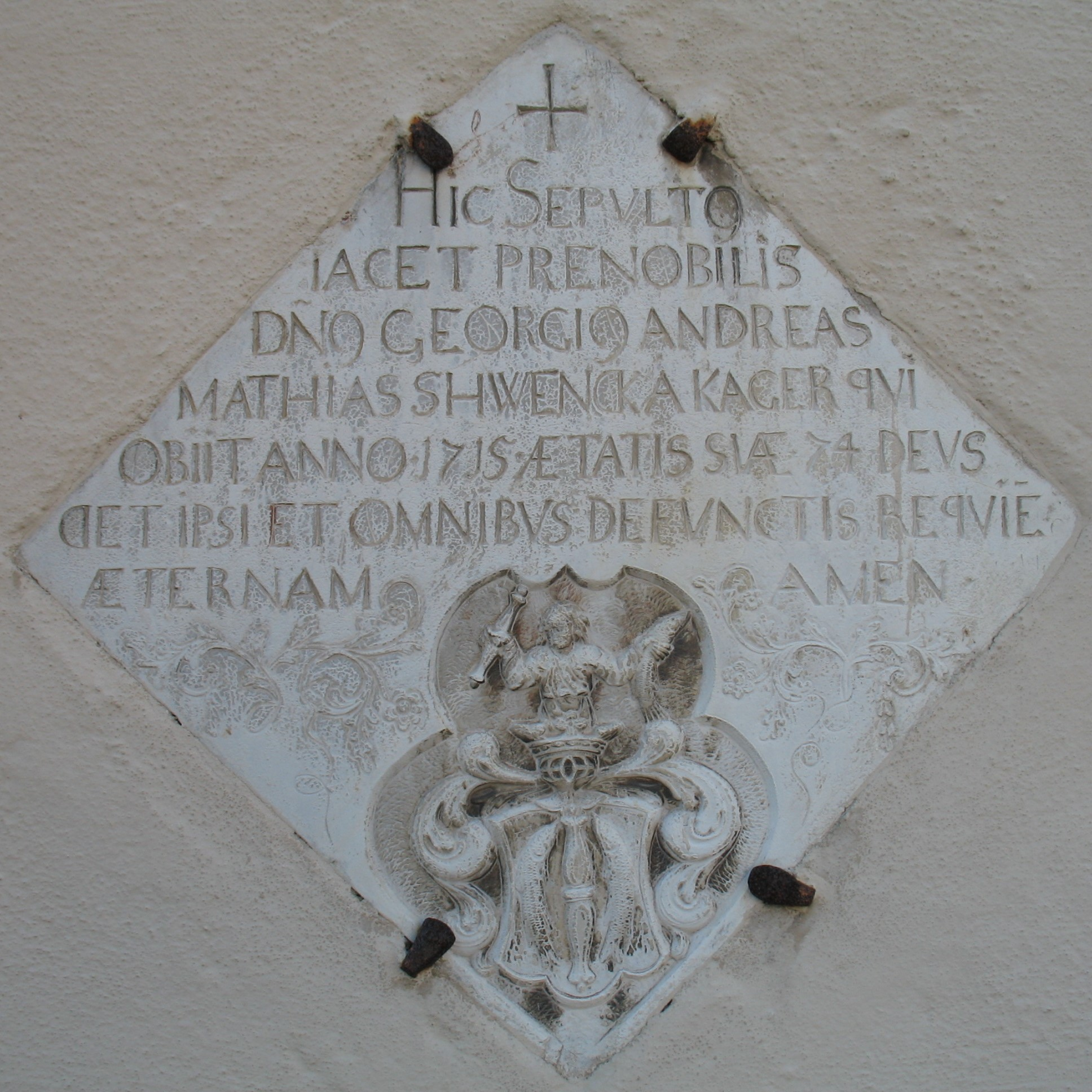
Epitaph Georg Andreas Mathias Schwenck auf Kager

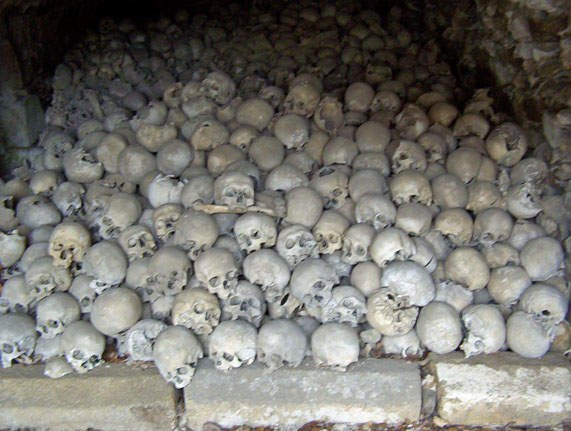
Der Karner

Die katholische Pfarrkirche Mariä Himmelfahrt ist ein denkmalgeschütztes Kirchengebäude in Chammünster, einem Stadtteil von Cham im Landkreis Cham (Bayern). Sie befindet sich zusammen mit der St.-Anna-Kapelle und einem Karner auf einem teilweise umfriedeten Friedhof.
Die stilisierte Seitenansicht der Kirche mit zwei Türmen im Wappen des Landkreises Cham erinnert an die von hier ausgehende Christianisierung. Die Kirchengemeinde gehört zum Dekanat Cham im Bistum Regensburg. Als cella apud chambe ist sie die Urkirche des oberen Bayerischen Waldes.

## Geschichte und Architektur
Der Bayernherzog Odilo stiftete 739 etwa 50 Quadratkilometer Land dem Domkloster St. Emmeram in Regensburg, vermutlich anlässlich der Neugründung der Diözese durch den Abtbischof. Danach gründeten die Mönche von St. Emmeram das Klösterlein auf dem Chamb. Bischof Baturich besuchte Chammünster 819 mit großem Gefolge und sicherte in einem Umritt den rechtlichen Bestand der Stiftung. Die Urkunde, in der dieser Umritt erwähnt wird, ist die älteste bekannte der Oberpfalz. Die Mönche lebten nach den Regeln des hl. Benedikt und waren ab etwa 800 an der Missionierung Böhmens durch das Domkloster beteiligt. Die erste Kirche war vermutlich, wie zur damaligen Zeit üblich, ein Gebäude aus Holz. Sie wurde wohl bei einem der Überfälle aus Ungarn um 910 zerstört. Die zweite Kirche wurde wohl im romanischen Stil von Regensburg aus errichtet und durch König Ottokar II. von Böhmen zerstört. Mit dem Bau einer frühgotischen Kirche wurde in der zweiten Hälfte des 13. Jahrhunderts begonnen. An den Steinmetzzeichen kann man die Beteiligung der Regensburger Dombauhütte nachweisen. Von dieser dritten Kirche sind noch der Nordturm und der Chor sowie der Ansatz des frühgotischen Triumphbogens erhalten. Der Südturm musste wegen Baufälligkeit im 19. Jahrhundert erneuert werden. Große Zerstörungen dieser dritten Kirche in den Hussitenkriegen machten einen Neubau der dreischiffigen Halle erforderlich. Die vierte, spätgotische Kirche wurde wohl mit dem vorhandenen Steinmaterial auf den Säulenresten und alten Fundamenten errichtet.

## Das Äußere
Das Kirchenensemble steht im Geviert eines ehemals bewehrten Friedhofs, es handelt sich um eine dreischiffige Anlage mit Doppeltürmen. In der Südwestecke steht die Anna-Kapelle (auch Chamerauer Kapelle genannt) und in der Nordostecke der seit 1965 überbaute, zweiräumige Karner mit der Leichenhalle. Die Katharinen-Kapelle wurde in kalvinistischer Zeit zerstört. Die sogenannte Seel-Kapelle mit sechs Totenschilden stand in der Südostecke und ist ebenfalls zerstört. Danach stand an dieser Stelle ein Schulhaus, und nun steht dort das Kriegerdenkmal.

## Innenraum

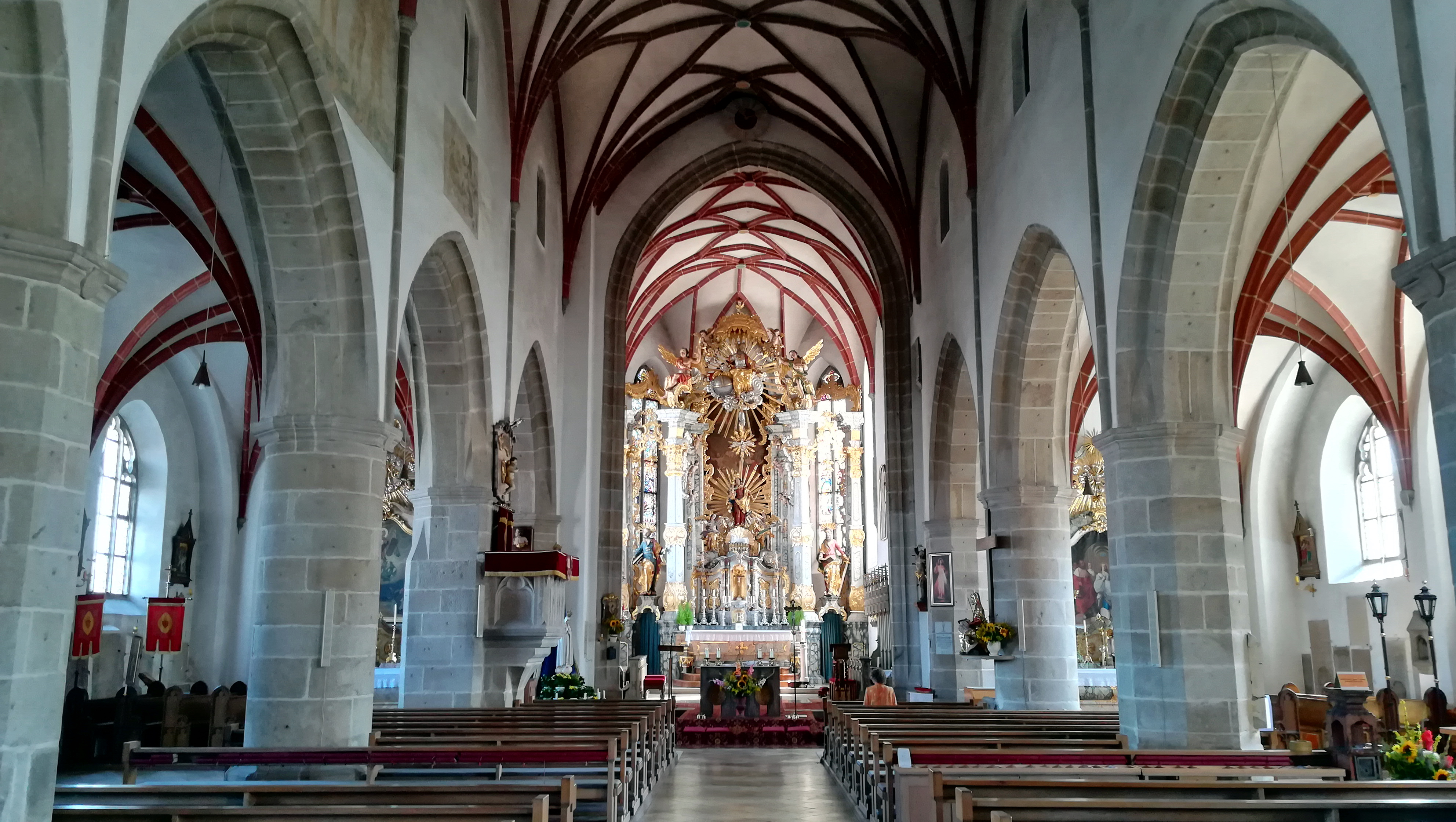
Pfarrkirche Mariä Himmelfahrt: Innenraum

Die drei Fresken an der Nordwand stammen aus der zweiten Hälfte des 15. Jahrhunderts. Sie wurden 1912 aufgedeckt, nachdem sie in kalvinistischer Zeit übertüncht worden waren. In einem Fresko über der zweiten Arkade ist das Allianzwappen der Thüringer und Chamerauer erhalten, das Hauptfresko über der Mittelarkade zeigt die Legende der drei lebenden und der drei toten Könige. Die Inschrift auf den angedeuteten Bändern lautet vermutlich Was ihr seid, sind wir gewesen, was wir sind, werdet ihr sein. Der Raum ist 46 Meter lang, 21 Meter breit und 13,4 Meter hoch. Er ist durch zwei Säulenreihen als dreischiffige Halle gegliedert. Sowohl in der Querachse als auch in der Länge wechselt eine achteckige mit einer runden Säule ab. Von den Kapitellen im Mittelschiff erheben sich schlanke Dienste zu einem hohen Rippengewölbe, die Rippen sind aus gebranntem Ton hergestellt. Der Innenraum wird durch große, dreibahnige Fenster belichtet. Die Öffnungen im Obergaden wirken als reine Luftschächte und münden in den Seitenschiffen in den Dachstuhl. Der eingezogene 5/8 Chor ist vom Langhaus durch einen leicht zulaufenden, profilierten Gewölbebogen getrennt. Das Presbyterium weist in der Längsachse zum Langhaus einen leichten Knick nach rechts auf. Das soll nach verbreiteter Deutung das geneigte Haupt des gekreuzigten Christus versinnbildlichen. Der Chor ist im Gegensatz zum Langhaus durch die drei großen Fenster lichtdurchflutet. Eine gründliche Gesamtrenovierung wurde 1972 vorgenommen.

## Ausstattung

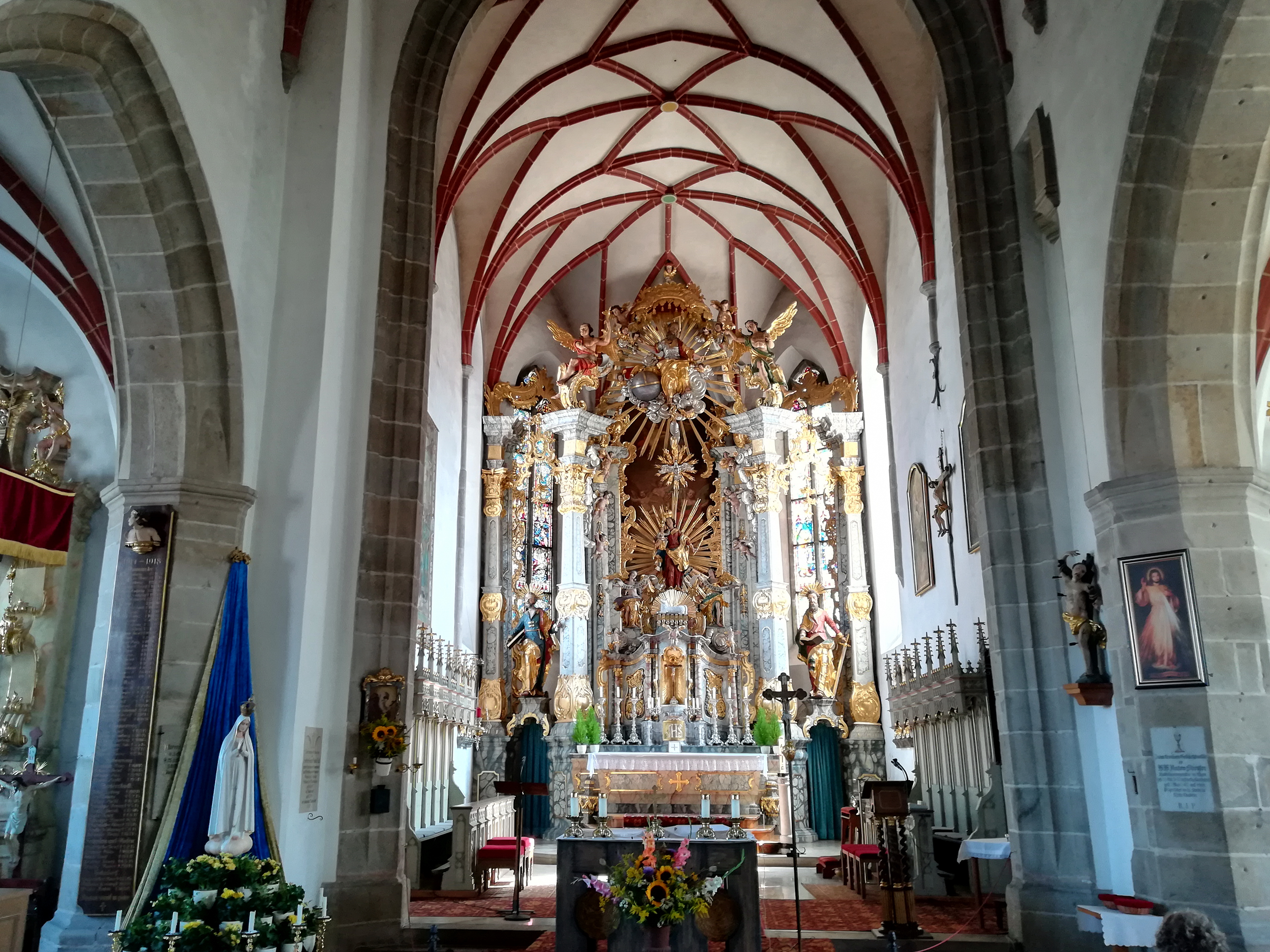
Pfarrkirche Mariä Himmelfahrt: Hochaltarraum

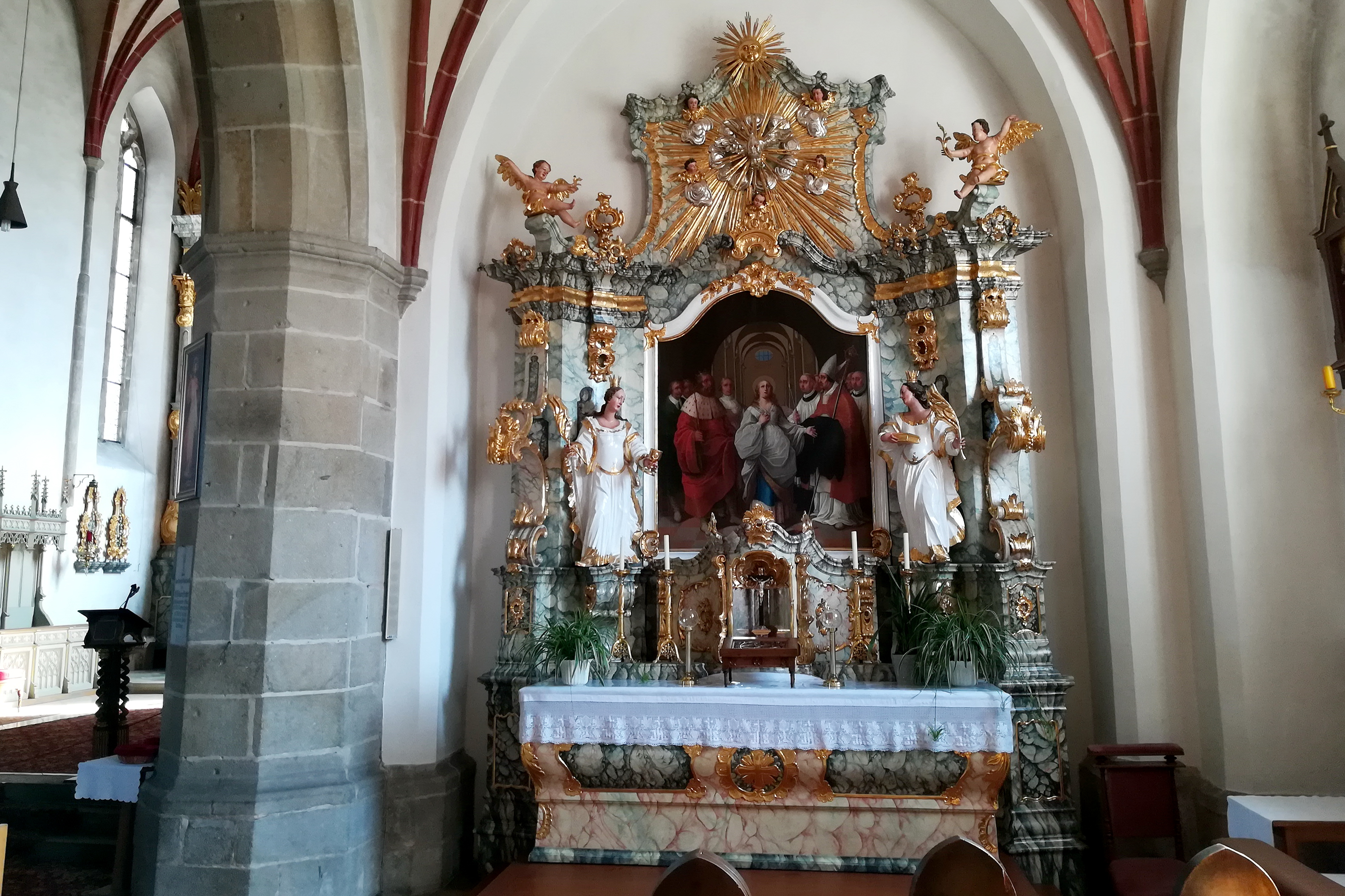
Rechter Seitenaltar

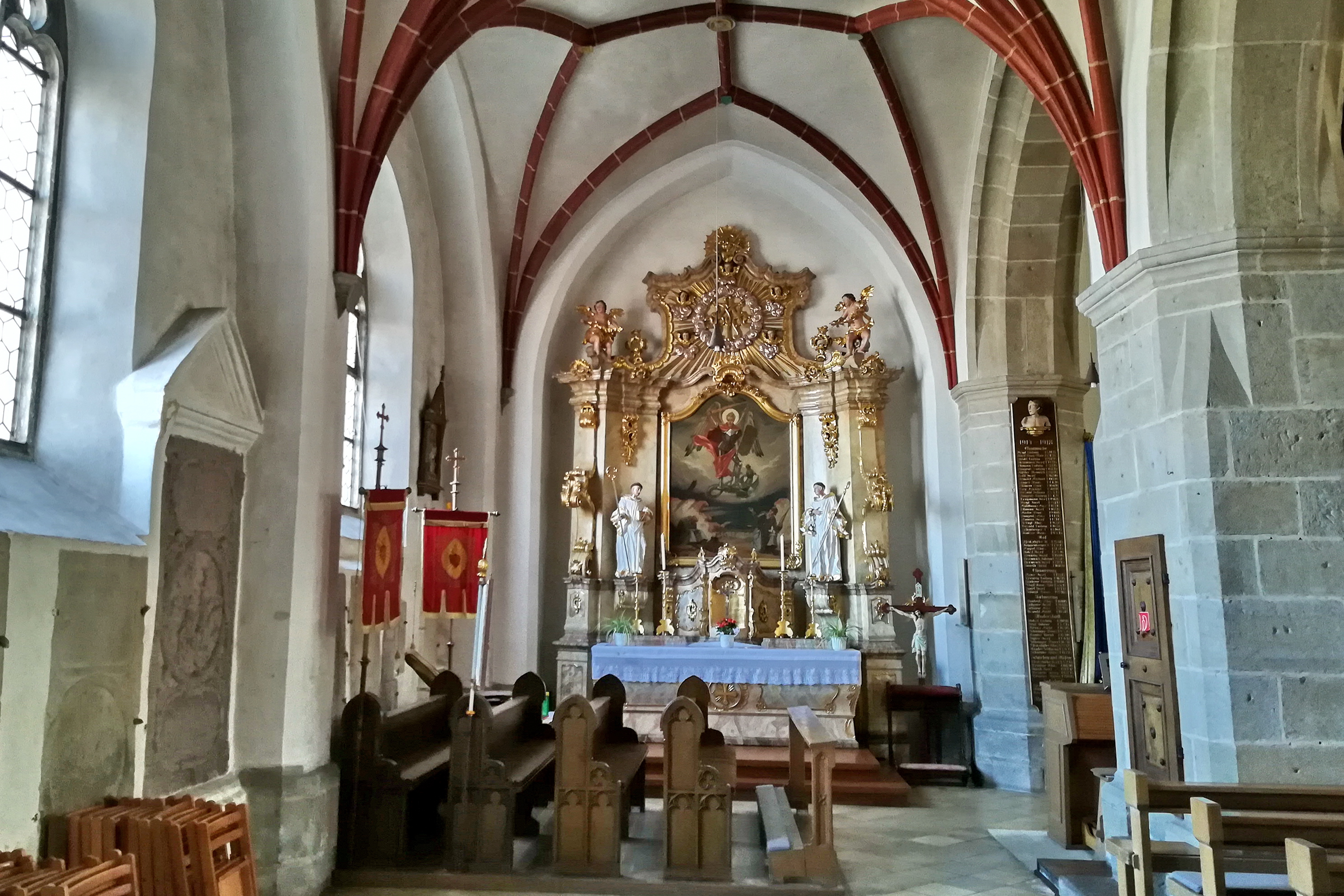
Linker Seitenaltar

### Hochaltar
Der barocke Hochaltar wurde vermutlich von Fidelis Ittelsberger aus Cham gebaut, der auch am Ausbau etlicher anderer Kirchen in der Region beteiligt war. Der Altar ist ein hochbarocker Kulissenaltar. Insgesamt 26 Putten und Engel begleiten das rückwärtige Ölgemälde. Als Altarwächter fungieren Figuren der Apostel Petrus und Paulus.

### Seitenaltäre
Im Altarblatt des rechten Seitenaltars wird die Einkleidung der hl. Walburga durch ihren Onkel Bonifatius gezeigt. Die beiden sind umgeben von den beiden Brüdern der Walburga, Willibald und Wunibald sowie den Eltern Richard und Wuna. Das Bild ist wohl um einiges älter als der Altar. Als Altarwächterinnen fungieren die Figuren der Barbara mit Kelch und Schwert und der Katharina mit Buch und Palme. Der Altar wurde im dritten Viertel des 18. Jahrhunderts angefertigt und diente bis 1806 als Hochaltar in der Walburgiskirche auf dem Lamberg, danach wechselte er mehrfach zwischen der Annakapelle und Marienmünster und fand 1936 endgültig seinen Platz als Seitenaltar.
Der linke Seitenaltar wurde 1939 aus Anlass der 1200-Jahr-Feier, in Anlehnung an den rechten Altar, von der Werkstatt Schierer in Cham gebaut. Das Altarblatt zeigt den Erzengel Michael im Kampf mit dem Drachen. Der Kirchenmaler Willi Diernhöfer malte es 1939. Im unteren Teil des Bildes wird, wie in Erwartung des folgenden Krieges, ein Kriegsszenario gezeigt. Es passt nicht zum übrigen Altar, ist aber als Zeitdokument bemerkenswert. Als Altarwächter dienen die beiden Patrone des Viehs Leonhard und Wendelin.

### Kanzel
Die Kanzel aus dem 15. Jahrhundert besitzt keinen Schalldeckel und ist mit gotischen Blendarkaden ausgestattet. Eine Kanzel in ähnlicher Ausführung befindet sich in Neuötting.

### Taufsteine
Das älteste Ausstattungsstück der Kirche ist ein romanischer Taufstein in Form einer Halbkugel. Da er über längere Zeit ungeschützt auf dem Friedhof stand und dort dem Wetter ausgesetzt war, ist er stark verwittert. Der spätere Prinzregent Luitpold veranlasste seine Sicherung. Im Umlauf des Beckens sind Christus und die zwölf Apostel zu sehen, dazwischen befinden sich Pflanzenornamente. Die vier Steinplatten, auf denen es steht, stammen aus der ehemaligen Katharinenkapelle über dem Karner.
Ein weiterer Taufstein in Form eines Eis steht im südlichen Seitenschiff. Zwischen den Blendarkaden sind Blattmotive zu sehen, der Fuß ist mit Eckknollen verziert.

### Schutzmantelmadonna
Die Schutzmantelmadonna bei der Orgel wurde wahrscheinlich von der Bäckerzunft gestiftet. Sie weist eine Besonderheit auf, die erst im 20. Jahrhundert entdeckt wurde: Das Kind auf dem Arm Marias zeigt bereits die Wundmale. Unter dem Mantel birgt Maria auf einer Seite 14 Männer des geistlichen und auf der anderen Seite 14 Männer des weltlichen Standes, ihre Gesichter zeigen porträthafte Züge.

### Glasgemälde
In calvinistischer Zeit wurden etliche farbige und figürliche Glasfenster zerstört. Aus der Zeit um 1300 sind Fenster im Maßwerk erhalten, sie befinden sich im Chor. Das Glasgemälde mit figürlicher Darstellung im letzten dreibahnigen Fenster des südlichen Seitenschiffes stammt aus dem 15. Jahrhundert. Es zeigt eine Seitenfigur des auferstandenen Christus, der von zwei musizierenden Engeln flankiert wird. Sie wurden von den Calvinisten fälschlicherweise als Luther und Melanchthon gedeutet und deshalb nicht zerstört. Die Inschrift darunter lautet Kaiser Heinrich und seine Frau Kunigund. Die Herren von Chammünster haben in den Ehren Gottes und seiner Mutter Maria dies Glas machen lassen 1476. Die Glasfenster am Hochaltar mit der Darstellung Mariä Verkündigung und ihre Krönung wurden 1904 in der Hofglasmalerei Schneider in Regensburg hergestellt.

### Grabsteine und Epitaphien
Etwa 130 Epitaphe und Grabsteine sind an den Wänden, den Außenmauern und im Boden des Innenraums erhalten. Sie stammen aus unterschiedlichen Epochen, vom frühen 13. Jahrhundert bis in die neuere Zeit. Zwanzig Adelsgeschlechter hatten in der Kirche ihre Erbbegräbnisse. Die Grablegen der adeligen Familie Poysl auf Loifling befanden sich im ersten Joch des südlichen Seitenschiffes, von dieser Familie sind 13 Epitaphe erhalten. Das wohl interessanteste ist das für Johann Michael Poyßl, der 1597 geboren wurde und 1700 starb – somit wurde er 103 Jahre alt. Die älteste Grabplatte ist vermutlich die für Reicherus de Lengau, allerdings sind die an den Stützpfeilern vermauerten Kreuzplattenbruchstücke möglicherweise noch älter. Einige bedeutende Kirchenmänner sind im Münster beigesetzt, und es wird ihrer mit einem Epitaph gedacht; so der bayrische Geschichtsschreiber und erste Prediger in Cham, Hans Kraft, er starb 1495. Der Dekan Leonhard Stettner starb 1467, und der erste evangelische Dekan und Pfarrer Oswald Rulant starb 1578. Etliche der erhaltenen Epitaphe zeigen ein griechisches Kreuz, das von einem Ehrenkranz umgeben ist. Dies dient als Hinweis dafür, dass der Verstorbene an einem Kreuzzug teilgenommen hat oder Angehöriger des Deutschherrenordens war.

### Heiligenfiguren
An der Emporenbrüstung und an den Pfeilern sind einige Heiligenfiguren aufgestellt. Rechts und links vom Nordportal befinden sich zwei Heiligendarstellungen, die in Ermangelung von entsprechenden Attributen nicht eindeutig zugeordnet werden können. Es wird angenommen, dass es sich um den hl. Augustinus und den seligen Gerhoch handelt. Weitere Figuren stellen die Heiligen Johannes Evangelist mit Kelch und Schlange, Franz von Sales mit Kreuz, die beiden Diözesanpatrone Wolfgang und Emmeram sowie die Eltern Marias Joachim und Anna dar. Ein Marienbild stammt aus der Zeit um 1700.

### Altarraum
Die beiden Altarblätter stammen aus der ehemaligen Annakapelle, sie zeigen den Apostel Johannes, Johannes den Täufer und Johannes Nepomuk. Weiterhin stehen in diesem Bereich vier pyramidenartige Reliquienschreine in Akanthusrahmung. Das barocke Kreuz an der rechten Wand wirkt ausdrucksstark. Ein Gobelin aus dem 20. Jahrhundert vervollständigt die Ausstattung des Altarraums. Es zeigt den Hl. Franz Xaver bei seiner Predigt vor dem König von Amanguzi in Japan. Die Arbeit ist 370 cm hoch und 230 cm breit. Der Gobelin hing ursprünglich im Jesuitenkolleg in Straubing, als Vorlage diente ein Kupferstich von 1708 aus Antwerpen.

### Historistische Ausstattung
Von der historistischen Ausstattung ist nur das neugotische Chorgestühl erhalten.

## Karner
Das tonnengewölbte, rechteckige Untergeschoss des vermutlich im 13. Jahrhundert gebauten Karners ist unter dem Leichenhaus zu finden. Das moderne Leichenhaus wurde über den Gewölben der ehemaligen Katharinenkapelle hochgezogen, Calvinisten zerstörten das Obergeschoss des Gebäudes aus der Zeit der Romanik. In diesen Gewölben werden vermutlich etwa 5000 Schädel und eine unbekannte Anzahl von Knochen von Menschen aus dem Mittelalter aufbewahrt.